# Diacilglicerol lipaza
Diacolglocerol lipaza (DAG lipaza, DAGL, DGL) je ključni enzim u biosintezi endokanabinoida 2-arahidonoilglicerol. On katalizuje hidrolizu diacilglicerola, otpuštanjem slobodne masne kiseline i monoacilglicerola.
Dva zasebna gena koji kodiraju DGL enzime su klonirana, DGLα i DGLβ. Oni imaju 33% identične sekvence.

## Inhibitori
Ovaj enzim selektivno inhibiraju RHC80267 i tetrahidrolipstatin.

## Literatura
- Nicholas C. Price; Lewis Stevens (1999). Fundamentals of Enzymology: The Cell and Molecular Biology of Catalytic Proteins (Third изд.). USA: Oxford University Press. ISBN 019850229X.
- Eric J. Toone (2006). Advances in Enzymology and Related Areas of Molecular Biology, Protein Evolution (Volume 75 изд.). Wiley-Interscience. ISBN 0471205036.
- Branden C; Tooze J. Introduction to Protein Structure. New York, NY: Garland Publishing. ISBN 0-8153-2305-0.
- Irwin H. Segel. Enzyme Kinetics: Behavior and Analysis of Rapid Equilibrium and Steady-State Enzyme Systems (Book 44 изд.). Wiley Classics Library. ISBN 0471303097.

## Spoljašnje veze
- Diacylglycerol+Lipase на 
- EC 3.1.1.34